# Брюн, Гийом Мари-Анн
Гийом Мари-Анн Брюн (фр. Guillaume Marie-Anne Brune; 13 марта 1763, Брив-ла-Гайард (ныне — департамент Коррез) — 2 августа 1815, Авиньон, департамент Воклюз) — военачальник революционной Франции, произведённый Наполеоном в маршалы (19 мая 1804 года). Пал жертвой белого террора.

## Биография

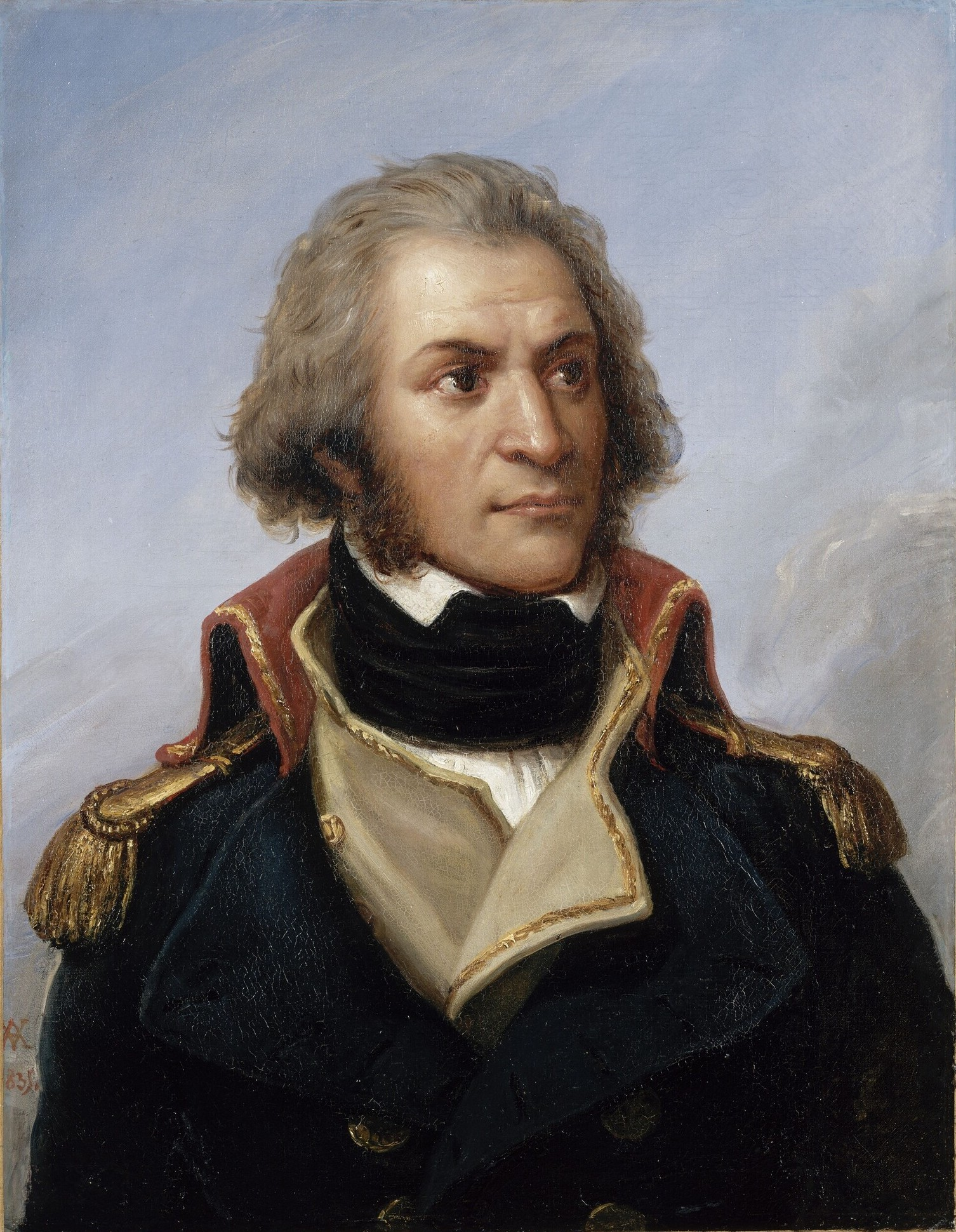
Огюст Виншон. Портрет Брюна в мундире республиканского генерала.

Отец Гийома Брюна Стефан  был королевским адвокатом в Бриве, его мать, Жанна Вельбан, происходила из мелкопоместных дворян.
В двадцать лет, после окончания  Гуманитарного колледжа в  Бриве, Гийом переехал в Париж и поступил на юридический факультет Коллеж де Франс. Но увлёкшись азартными играми и проиграв  много денег, вынужден работать в  типографии, чтобы выжить, но денег всегда не хватает, и в 1787 году Гийом возвращается в Брив.
После начала французской революции Брюн в 1791 году вернулся в Париж, где знакомится с Маратом, Фабром д’Эглантином, подружился с Демуленом и Дантоном, организовал выпуск революционной газеты, позже записывается в Национальную Гвардию, где в октябре его избирают подполковником, а в 1793 году он становится полковником.
С 1793 по 1795 год неоднократно участвует в подавлении  беспорядков в разных частях Франции, а при подавлении роялистского восстания 13 вандемьера знакомится с Бонапартом. С Наполеоном участвует в Итальянском походе, отличился в битвах при Сен-Мишеле, Фельтре и т.д. и  17 апреля 1797 года ему присваивают звание дивизионного генерала.
Через год, после успешного захвата Швейцарии, Брюн был назначен командующим армиями в Италии.
5 и 15 октября 1799 года Брюн успешно противодействовал русско-английской армии в Голландии и вынудил её  капитулировать. Пленные французы были отпущены, а русско-английская армия эвакуировалась с побережья.

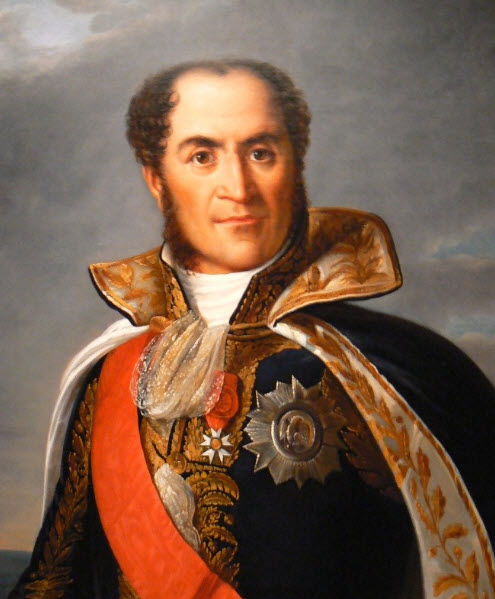
Маршал Брюн

Гильом Брюн принял активное участие в перевороте 18 брюмера 25 декабря 1799 года и становится одним из ближайших сподвижников Наполеона, членом Государственного совета, ответственным за военные вопросы, а в 1800 году вновь назначается командующим армией Италии, захватил Верону и Виченцу и подписывает перемирие в Тревизо.
В сентябре 1802 года Брюн назначается послом в Константинополе, а когда 19 мая 1804 года, на другой день после своего провозглашения Императором Французов, Наполеон называет его  среди первых четырёх маршалов Франции,возвращается в Париж. В 1805 году Брюн назначается командующим «Армией океанского берега», готовящейся к вторжению в Англию, а  в 1806 году  под его руководство переходят и ганзейские города.
В 1807 году Брюн захватывает Померанию, а 7 сентября на острове Рюген принимает от короля Швеции акт о капитуляции, подписав его от имени французской армии, что послужило Наполеону поводом отправить Брюна, которому он не прощал республиканские взгляды, в отставку, которая продолжалась  до 1814 года.

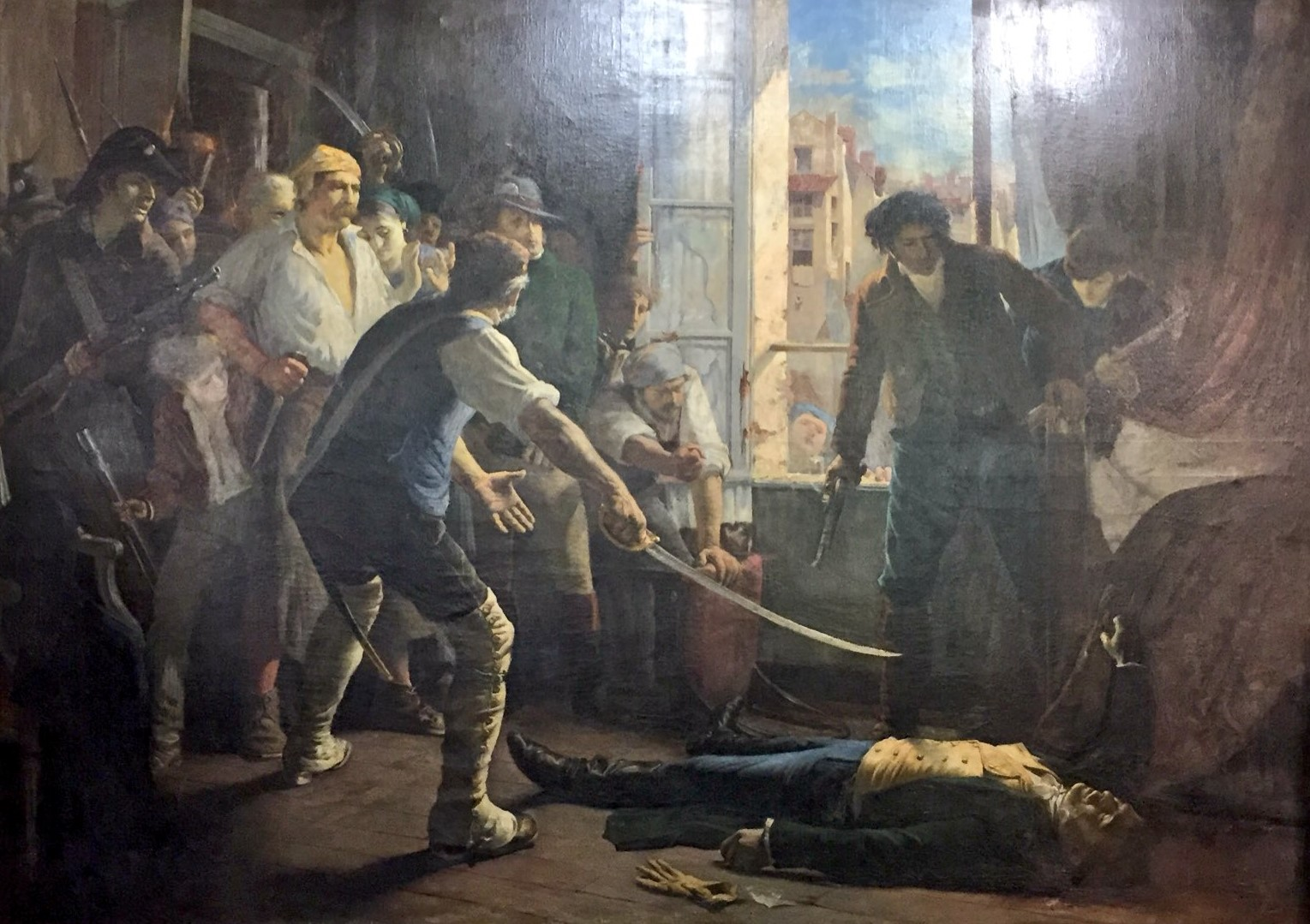
Жан-Жак Шерер. Убийство маршала Брюна (1881).

Возвращённый на службу после свержения Бонапарта и даже награждённый Людовиком XVIII крестом Святого Людовика, Брюн поддержал Наполеона после возвращения с острова Эльба, но тот по-прежнему не доверял маршалу, о чём жалел позже в своих записках на острове Св.Елены.
После поражения Наполеона под Ватерлоо Брюн приказал войскам отречься от императора, а сам отправился держать ответ в Париж, но был зверски убит по дороге роялистами, которые не могли простить ему подавления роялистских волнений в 1790-е. Его тело было сброшено в реку.

## Образ в кино
- «Наполеон: путь к вершине» (Франция, Италия, 1955) — актёр Ги Анри